# District de Gangjin
Le district de Gangjin est un district de la province du Jeolla du Sud, en Corée du Sud.

## Culture
Ce district est connu pour sa production de céladon, un vernis de poterie traditionnel. Un festival y est organisé à cette occasion depuis 1996.

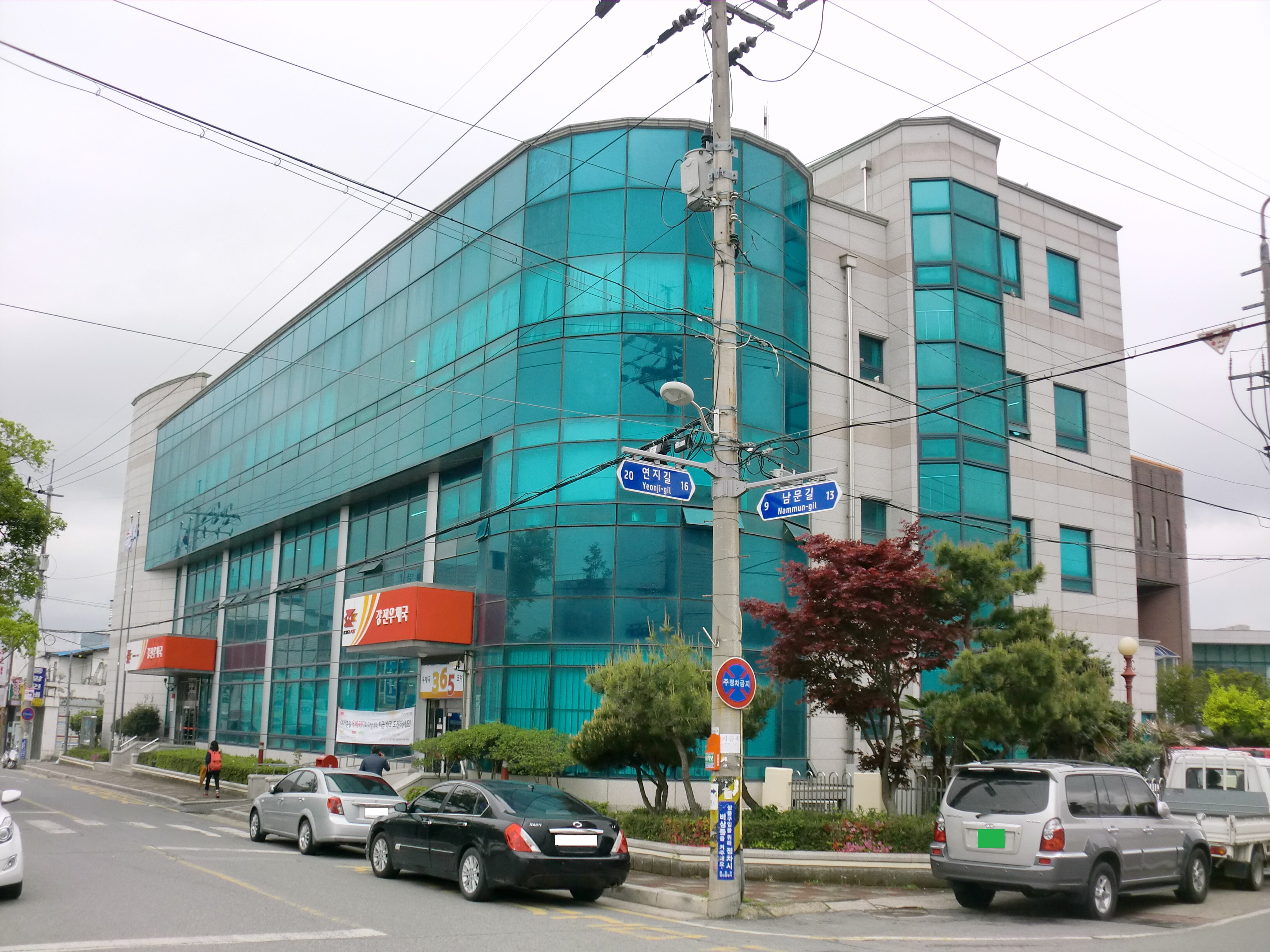
Bureau de poste de Gangjin à Gangjin-gun, Jeollanam-do